# Vandoma
Vandoma é uma povoação portuguesa sede da Freguesia de Vandoma do Município de Paredes, freguesia com 5,27 km² de área e 2306 habitantes (censo de 2021), tendo, assim, uma densidade populacional de 437,6 hab./km².
Vandoma situa-se num escalvado cerro granítico, a 519 metros de altitude. Freguesia atravessada pela estrada nacional n.º 15, encontra-se rodeada pelas freguesias de Duas Igrejas, Rebordosa, Astromil, Gandra, Baltar e Vila Cova de Carros. O grande tráfego automóvel, que diariamente a atravessa torna Vandoma um importante ponto de passagem entre Paredes e o Porto.
Em Vandoma, o crescimento da população tem ocorrido num ritmo lento. É uma freguesia pequena com uma grande industrialização em empresas de mobiliário.

## História
Vandoma foi organizada desde muito cedo como uma paróquia. Tem por orago Santa Eulália
Esta era designada “Belaoma” e mais tarde por “Vendôme”. O nome poderá ser derivado da invocação francesa de Nôtre Dame de Vendôme que por sua vez estava uma sua medieval imagem na porta muralhada da cidade do Porto, que dava saída para esta localidade, e que hoje está na Sé.
Na época em que os mouros invadiram esta cidade, foi fundado um Mosteiro de Monges Beneditos, que mais tarde iria adoptar a reforma de São Bernardo.
Segundo Pinho Leal poderia também ter sido de Cónegos Regrantes de Santo Agostinho ou de frades premonstatenses franceses.
Em 1570 passou a Abadia Secular anexa ao colégio de São Lourenço da Companhia de Jesus.
Com importantes tradições históricas ao longo dos tempos Vandoma reuniu um significativo espólio cultural e arquitectónico.
Muito se perdeu, entretanto, na poeira dos tempos, ou está transformado em ruínas. Restam ainda vestígios no lugar de Palhais.
Nesta paróquia, na qual se foi perdendo património ao longo dos tempos ainda resta algum espólio cultural e arquitectónico, tal como a Igreja Matriz, a Capela de Chã de Cima, a Capela do Padrão, a Casa das Vendas e a Casa das Mirras.

## Demografia
A população registada nos censos foi:
| Distribuição da População por Grupos Etários | Distribuição da População por Grupos Etários | Distribuição da População por Grupos Etários | Distribuição da População por Grupos Etários | Distribuição da População por Grupos Etários |
| -------------------------------------------- | -------------------------------------------- | -------------------------------------------- | -------------------------------------------- | -------------------------------------------- |
| Ano                                          | 0-14 Anos                                    | 15-24 Anos                                   | 25-64 Anos                                   | > 65 Anos                                    |
| 2001                                         | 436                                          | 386                                          | 1076                                         | 176                                          |
| 2011                                         | 486                                          | 282                                          | 1396                                         | 199                                          |
| 2021                                         | 342                                          | 313                                          | 1321                                         | 330                                          |

## Património
- Castro da Serra do Muro de Vandoma
- Serra do Muro - vestígios de um mosteiro

## Festas e Romarias
- Bom Sucesso (Maio)
- Santa Eulália (Dezembro)

## Coletividades
- Centro de Recreio e Cultura de Vandoma
- Clube de Futebol de Vandoma
- Clube de Futebol A Tasquinha
- Associação "Espaço Amigo"